# Lado Gurgenidze
Wladimer „Lado” Gurgenidze, gruz. ვლადიმერ (ლადო) გურგენიძე (ur. 17 grudnia 1970) – gruziński ekonomista i polityk. Premier Gruzji od 22 listopada 2007 do 1 listopada 2008. Wcześniej, od maja 2006 był szefem rady nadzorczej Banku Gruzji.

## Życiorys
Gurgenidze urodził się w Tbilisi, posiada podwójne obywatelstwo, Gruzji oraz Wielkiej Brytanii. Ukończył Państwowy Uniwersytet Tbilisi oraz Middlebury College w USA. Zdobył również dyplom MBA na Emory University w USA.
Od 1997 do 1998 pracował jako dyrektor ABN AMRO Corporate Finance w Rosji i WNP. W 1998 przeniósł się do Londynu, gdzie zajmował różne stanowiska w kompanii ABN AMRO Corporate Finance. Od 1998 do 2000 był dyrektorem Wydziału ds. europejskich rynków wschodzących. W latach 2001–2002 pełnił funkcję dyrektora Wydziału Technologii. W lipcu 2003 jako dyrektor zarządzający i europejski menedżer regionalny dołączył do Putam Lovell NBF, znanej bankowej firmy inwestycyjnej.
Po rewolucji róż w Gruzji w listopadzie 2003, Gurgenidze wrócił do Tbilisi. Od 2004 do 2006 był szefem kadry wykonawczej Banku Gruzji (bank centralny Gruzji). W maju 2006 został mianowany przewodniczącym rady nadzorczej Banku Gruzji. Poprzez swoją działalność zapewnił Bankowi Gruzji pozycję wiodącego banku w kraju.
Gurgenidze w 2006 zyskał również znaczną popularność w kraju dzięki udziałowi w gruzińskiej wersji popularnego reality show The Apprentice.
Lado Gurgenidze był postrzegany jako osoba, mająca dobry kontakt z władzami, szczególnie z prezydentem Saakaszwilim. 16 listopada Saakaszwili mianował go następcą premiera Zuraba Nogaideli. Jego powołanie na urząd szefa rządu miało służyć złagodzeniu nastrojów w kraju i ułatwieniu rozmów z, protestującą do niedawna, opozycją. 22 listopada 2007 został oficjalnie zaprzysiężony na stanowisku i otrzymał poparcie parlamentu.
27 października 2008 prezydent Saakaszwili zdymisjonował Lado Gurgenidze i mianował nowym szefem rządu Grigola Mgalobliszwiliego. 1 listopada 2008 parlament zatwierdził go na stanowisku.

## Odznaczenia
- Order Zwycięstwa Świętego Jerzego – 2008[7]
- Prezydencki Order Doskonałości – 2010[7]